# Kazumi Evans
Kazumi Evans (Vancouver, 14 settembre 1989) è un'attrice, doppiatrice e cantante canadese.

## Biografia
Evans si è formata presso il Central Pennsylvania Youth Ballet, la Richmond Academy of Dance e il Goh Ballet prima di diventare nota come doppiatrice.
Nel 2007, Evans ha partecipato come concorrente alla prima stagione del reality Triple Sensation per vincere una borsa di studio per un istituto di formazione teatrale. È stata tra i dodici finalisti che hanno raggiunto la fase della Master Class, ma non ha vinto.

## Filmografia

### Televisione
- The Troop - serie TV (2009)
- Murder, She Baked - regia di Joanne Fluke - film TV (2015)
- Mech-X4 - serie TV (2016-2018)
- Descendants 2 - regia di Kenny Ortega - film TV (2017)
- ...Con amore, Babbo Natale (With Love, Christmas) - regia di Marita Grabiak - film TV (2017)

## Doppiaggio

### Film d'animazione
- Harmony in Barbie - L'accademia per principesse (2011)
- Rarity (canto) in  My Little Pony - Equestria Girls, My Little Pony - Equestria Girls - Friendship Games, My Little Pony - Equestria Girls - Legend of Everfree (2013-2016)
- Skipper in Barbie e il cavallo leggendario , Barbie e il tesoro dei cuccioli, Barbie e la ricerca dei cuccioli, Barbie - La magia del delfino (2013-2017)
- Adagio Dazzle, Octavia Melody in My Little Pony - Equestria Girls - Rainbow Rocks, My Little Pony - Equestria Girls - Sunset's Backstage Pass (2014,2019)

### Serie televisive d'animazione
- Brooklyn in Il piccolo principe (2010)
- Amanda Lipton in Dr. Dimensionpants (2014-2015)
- Iris in LoliRock (2014-2017)
- Elliptika in Pac-Man e le avventure mostruose (2015)
- Mad Madeline in Gli Abissi (2015-2022)
- Saffi in Bob aggiustatutto (2015-2017)
- Penny in Mack & Moxy (2016)
- Shani Smith e Miss Sangha in Polly Pocket (2018-2020)
- Regina Sarai in Il principe dei draghi (2019)
- Nisha in The Hollow (2020)
- Jan in Monster Beach (2020
- Yooki in Dorg van Dango (2020-2021)
- Monsley in Conan il ragazzo del futuro (2021)
- Sally in Johnny Test (2022)
- Rouge the Bat in Sonic Prime (2022-2024)[2]
- Wyldfyre in LEGO Ninjago: La rivolta dei draghi (2023-in corso)

## Doppiatrici italiane
Da doppiatrice è sostituita in lingua italiana da:
- Annalisa Longo in Barbie - L'accademia per principesse
- Silvia Villa in Barbie e il cavallo leggendario e Barbie e la ricerca dei cuccioli
- Monica Volpe in Dr. Dimensionpants
- Debora Magnaghi in My Little Pony - Equestria Girls - Rainbow Rocks
- Cinzia Massironi in Pac-Man e le avventure mostruose
- Lucrezia Marricchi in Barbie - La magia del delfino
- Veronica Puccio in Il principe dei draghi
- Valentina Pallavicino in Monster Beach
- Ilaria Silvestri in Sonic Prime